# Ховань (Московская область)
Хова́нь — деревня в городском округе Шаховская Московской области России.

## Население
| 1859 | 1926 | 2002 | 2006 | 2010 |
| ---- | ---- | ---- | ---- | ---- |
| 268  | ↗346 | ↘31  | ↘28  | ↗44  |

## География
Деревня расположена в центральной части округа, примерно в 2,5 км к югу от райцентра Шаховская, на левом берегу реки Хованки, левого притока реки Белой, высота центра над уровнем моря 247 м. Ближайшие населённые пункты — Софьино на севере, Обухово на юго-западе и Вишенки на юге. У восточной окраины Ховани проходит региональная автодорога 46К-1123 Тверь — Уваровка, по которой ходит множество автобусов до Шаховской.
В деревне зарегистрировано 5 улиц — Васильковая, Новая, Полевая, Придорожная и Рябиновая.

## Исторические сведения
В 1769 году Ховань — присёлок (ранее — дворцовое село) Хованского стана Волоколамского уезда Московской губернии со 181 душой, владение бригадира Фёдора Ивановича Дмитриева-Мамонова, а также Соковниных. К нему относилось 770 десятин 2004,5 сажени пашни, 767 десятин 1183 сажени леса, 4 десятины 1210 саженей сенного покоса и 34 десятины 1648 саженей болот.
В середине XIX века деревня Хавань относилась к 1-му стану Волоколамского уезда и принадлежала княгине Настасье Фёдоровне Вреде. В деревне было 39 дворов, крестьян 146 душ мужского пола и 145 душ женского.
В «Списке населённых мест» 1862 года Ховань — владельческая деревня 1-го стана Волоколамского уезда Московской губернии по Московскому тракту, шедшему от границы Зубцовского уезда на город Волоколамск, в 23 верстах от уездного города, при речке Хованке, с 37 дворами и 268 жителями (133 мужчины, 135 женщин).
В 1886 году — 40 дворов, 282 жителя. 20 июля проводились ярмарки.
По данным на 1890 год деревня входила в состав Муриковской волости, здесь находилось церковно-приходское училище, число душ мужского пола составляло 131 человек.
В 1913 году — 52 двора, имелись земское училище, молочное товарищество и кузница.
Постановлением президиума Моссовета от 24 марта 1924 года Муриковская волость была включена в состав Судисловской волости.
По материалам Всесоюзной переписи населения 1926 года — центр Хованского сельсовета, проживало 346 человек (139 мужчин, 207 женщин), насчитывалось 68 хозяйств (67 крестьянских).
С 1929 года — населённый пункт в составе Шаховского района Московской области.
1994—1995 гг. — деревня Черленковского сельского округа Шаховского района.
1995—2006 гг. — деревня Волочановского сельского округа Шаховского района.
2006—2015 гг. — деревня сельского поселения Степаньковское Шаховского района.
2015 г. — н. в. — деревня городского округа Шаховская Московской области.

## Достопримечательности
В XVI веке здесь существовала Ильинская церковь, разрушенная в смутное время. Позже на её месте была построена деревянная часовня, приписанная к церкви в Черленкове. Часовня была разобрана около 1940 года.
Имеется фабрика игрушек "Десятое королевство".